# Mimogonia duckei
Mimogonia duckei – gatunek chrząszcza z rodziny kusakowatych i podrodziny Osoriinae.

## Taksonomia
Gatunek opisany został w 2013 roku przez Urlicha Irmlera i nazwany na cześć Adolpho Ducke.

## Opis
Ciało długości 2,4 mm, ciemnobrązowe z jasnobrązowymi odnóżami i czułkami. Przód ciała z grubą, uszczecinioną punktacją. Oczy duże, wyłupiaste. Skronie wyjątkowo krótkie. Czułki dłuższe niż głowa i przedplecze razem wzięte. Drugi ich człon owalny i tak długi jak stożkowaty trzeci, a czwarty kwadratowy. Przedplecze najszersze tuż za środkiem, o bokach nieco zwężonych w gładkie zakrzywienie ku tępym kątom przednim. Pokrywy nadzwyczaj szerokie, skórzasto i gęsto punktowane, umiarkowanie błyszczące. Odwłok gęsto lecz delikatniej niż przód ciała punktowany. Mikrorzeźba na nim wyraźna, izodiametryczna. Edeagus o wierzchołkowym płatku krótko, haczykowato zakrzywionym i bocznie wyposażonym w rowkowaną strukturę. Endophallus cienki i kilkukrotnie skręcony.

## Występowanie
Gatunek znany wyłącznie z Reserva Ducke w brazylijskim stanie Amazonas.